# Макуша, Нгонидзаше
Нгонидзаше Макуша (англ. Ngonidzashe Makusha; 11 марта 1987) — зимбабвийский легкоатлет, специализирующийся в прыжках в длину и спринтерском беге. Призёр чемпионата мира, участник  Олимпийских игр.

## Карьера
Нгонидзаше Макуша начал карьеру в городе Секе. В 2006 году на соревнованиях в Виндхуке он установил национальные рекорды Зимбабве на двухсотметровке и в тройном прыжке. Через год, в 2007 году на Всеафриканских играх в Алжире он завоевал бронзовую медаль в эстафете 4х100 метров. 
На Олимпиаде в Пекине Макуша показал четвёртый результат в квалификации прыжков в длину и прошел в финальные соревнования. Там он уже в первой попытке стал лидером, прыгнув на 8.19. В остальных попытках зимбабвиец не смог улучшить свой результат, а в последней попытке он был оттеснён кубинцем Ибрахимом Камехо на четвёртое место, уступив ему всего лишь сантиметр.
В 2011 году Макуша завоевал бронзовую медаль в прыжках в длину на чемпионате мира в Тэгу. Как и на Олимпиаде свой лучший прыжок (8.29) он показал в первой попытке и этого результата ему хватило для завоевания бронзовой награды.